# David Jarolím
David Jarolím, född den 17 maj 1979 i Čáslav, är en tjeckisk före detta fotbollsspelare (mittfältare). Han spelade tidigare i bland annat FC Bayern München, 1. FC Nürnberg och Hamburger SV. Han har även representerat det tjeckiska fotbollslandslaget vid flera tillfällen.